# Ordinul Suprem al Crizantemei

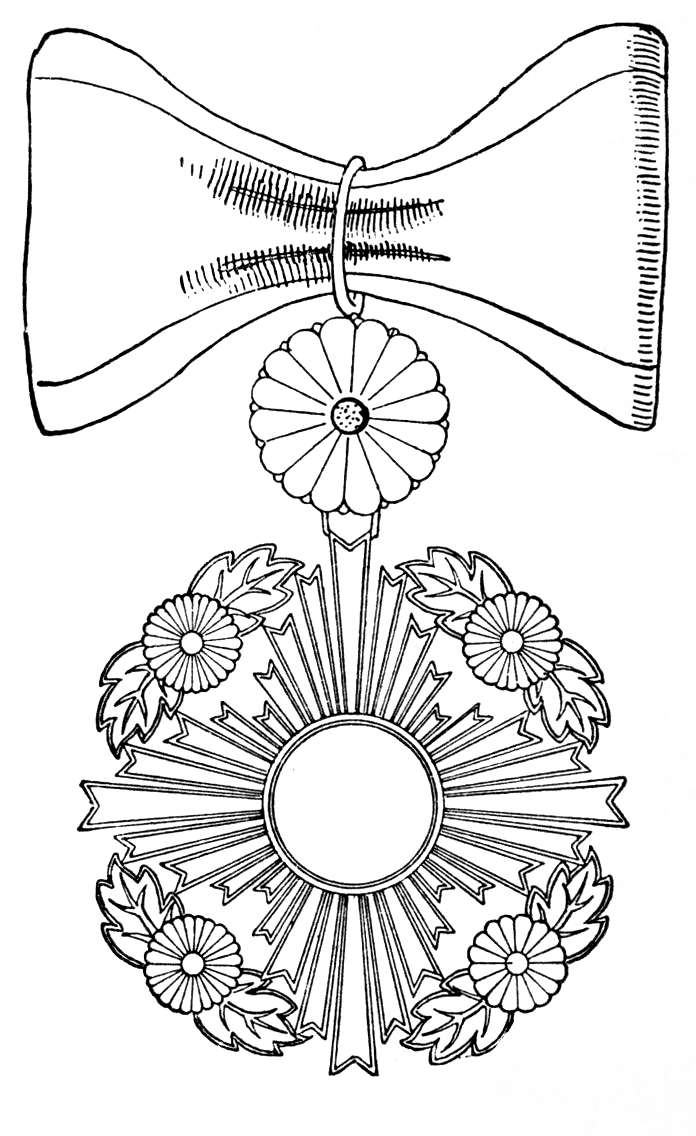
Ordinul Suprem al Crizantemei

Ordinul Suprem al Crizantemei (în japoneză 大勲位菊花章 daikun'i kikkashō, literalmente Marele Ordin al Insignei Crizantemei) este cel mai mare ordin al Japoniei. Marele Cordon al Ordinului a fost înființat în 1876 de împăratul Meiji al Japoniei; manșonul Ordinului a fost adăugat la 4 ianuarie 1888. Deși din punct de vedere tehnic ordinul are o singură clasă, poate fi acordat cu manșon (sau lanț) sau cu marele cordon (sau eșarfă). Spre deosebire de statele europene, ordinul poate fi conferit post-mortem.